# Anolis longicauda
Anolis longicauda este o specie de șopârle din genul Anolis, familia Polychrotidae, descrisă de Hallowell 1861. Conform Catalogue of Life specia Anolis longicauda nu are subspecii cunoscute.